# Torneo Rio-San Paolo 2001
Il Torneo Rio-San Paolo 2001 (ufficialmente in portoghese Torneio Rio-São Paulo 2001) è stato la 24ª edizione del Torneo Rio-San Paolo.

## Formula
Primo turno: le 8 squadre partecipanti vengono divise in due gironi da 4, uno composto dalle squadre dello stato di Rio de Janeiro e l'altro da quelle dello stato di San Paolo. Ogni squadra affronta una volta tutte le 4 squadre dell'altro girone giocando due partite in casa e due in trasferta. Accedono alla fase ad eliminazione diretta le prime 2 classificate di ogni girone. In caso di arrivo a pari punti tra due o più squadre, per determinarne l'ordine in classifica sono utilizzati, nell'ordine, i seguenti criteri:
1. Maggior numero di vittorie;
2. Miglior differenza reti;
3. Maggior numero di gol segnati;
4. Minor numero di espulsioni;
5. Minor numero di ammonizioni;
6. Sorteggio.

Fase finale: semifinali e finale, ad eliminazione diretta, si disputano con gare di andata e ritorno; gioca in casa la seconda partita la squadra con il miglior piazzamento nel primo turno. In caso di pareggio per determinare la squadra qualificata al turno successivo si utilizzano i tiri di rigore. Il vincitore del torneo ottiene anche il diritto di partecipare alla Copa dos Campeões 2001.

## Partecipanti
| Squadra       | Città          | Stato          |
| ------------- | -------------- | -------------- |
| Botafogo      | Rio de Janeiro | Rio de Janeiro |
| Corinthians   | San Paolo      | San Paolo      |
| Flamengo      | Rio de Janeiro | Rio de Janeiro |
| Fluminense    | Rio de Janeiro | Rio de Janeiro |
| Palmeiras     | San Paolo      | San Paolo      |
| San Paolo     | San Paolo      | San Paolo      |
| Santos        | Santos         | San Paolo      |
| Vasco da Gama | Rio de Janeiro | Rio de Janeiro |

## Primo turno

### Risultati
| 1ª giornata          | 1ª giornata          | 1ª giornata          | 1ª giornata          | 1ª giornata          |
| 17 e 18 gennaio 2001 | 17 e 18 gennaio 2001 | 17 e 18 gennaio 2001 | 17 e 18 gennaio 2001 | 17 e 18 gennaio 2001 |
| -------------------- | -------------------- | -------------------- | -------------------- | -------------------- |
| 17 gen.              | Botafogo             | -                    | Corinthians          | 3-3                  |
| 17 gen.              | Flamengo             | -                    | Santos               | 0-3                  |
| 17 gen.              | San Paolo            | -                    | Vasco da Gama        | 2-0                  |
| 18 gen.              | Palmeiras            | -                    | Fluminense           | 1-3                  |

| 2ª giornata          | 2ª giornata          | 2ª giornata          | 2ª giornata          | 2ª giornata          |
| 24 e 25 gennaio 2001 | 24 e 25 gennaio 2001 | 24 e 25 gennaio 2001 | 24 e 25 gennaio 2001 | 24 e 25 gennaio 2001 |
| -------------------- | -------------------- | -------------------- | -------------------- | -------------------- |
| 24 gen.              | Corinthians          | -                    | Flamengo             | 4-3                  |
| 24 gen.              | Vasco da Gama        | -                    | Palmeiras            | 0-0                  |
| 25 gen.              | Fluminense           | -                    | San Paolo            | 5-2                  |
| 25 gen.              | Santos               | -                    | Botafogo             | 3-0                  |

| 3ª giornata                   | 3ª giornata                   | 3ª giornata                   | 3ª giornata                   | 3ª giornata                   |
| 31 gennaio e 1º febbraio 2001 | 31 gennaio e 1º febbraio 2001 | 31 gennaio e 1º febbraio 2001 | 31 gennaio e 1º febbraio 2001 | 31 gennaio e 1º febbraio 2001 |
| ----------------------------- | ----------------------------- | ----------------------------- | ----------------------------- | ----------------------------- |
| 31 gen.                       | Palmeiras                     | -                             | Flamengo                      | 1-0                           |
| 31 gen.                       | Vasco da Gama                 | -                             | Corinthians                   | 1-0                           |
| 1 feb.                        | Fluminense                    | -                             | Santos                        | 2-2                           |
| 1 feb.                        | San Paolo                     | -                             | Botafogo                      | 1-1                           |

| 4ª giornata         | 4ª giornata         | 4ª giornata         | 4ª giornata         | 4ª giornata         |
| 7 e 8 febbraio 2001 | 7 e 8 febbraio 2001 | 7 e 8 febbraio 2001 | 7 e 8 febbraio 2001 | 7 e 8 febbraio 2001 |
| ------------------- | ------------------- | ------------------- | ------------------- | ------------------- |
| 7 feb.              | Flamengo            | -                   | San Paolo           | 0-2                 |
| 7 feb.              | Santos              | -                   | Vasco da Gama       | 3-0                 |
| 8 feb.              | Botafogo            | -                   | Palmeiras           | 3-1                 |
| 8 feb.              | Corinthians         | -                   | Fluminense          | 1-1                 |

### Classifica

#### Gruppo A
| Pos. | Squadra       | Pt | G | V | N | P | GF | GS | DR |
| ---- | ------------- | -- | - | - | - | - | -- | -- | -- |
| 1.   | Fluminense    | 8  | 4 | 2 | 2 | 0 | 11 | 6  | +5 |
| 2.   | Botafogo      | 5  | 4 | 1 | 2 | 1 | 7  | 8  | -1 |
| 3.   | Vasco da Gama | 4  | 4 | 1 | 1 | 2 | 1  | 5  | -4 |
| 4.   | Flamengo      | 0  | 4 | 0 | 0 | 4 | 3  | 10 | -7 |

#### Gruppo B
| Pos. | Squadra     | Pt | G | V | N | P | GF | GS | DR |
| ---- | ----------- | -- | - | - | - | - | -- | -- | -- |
| 1.   | Santos      | 10 | 4 | 3 | 1 | 0 | 11 | 2  | +9 |
| 2.   | San Paolo   | 7  | 4 | 2 | 1 | 1 | 7  | 6  | +1 |
| 3.   | Corinthians | 5  | 4 | 1 | 2 | 1 | 8  | 8  | 0  |
| 4.   | Palmeiras   | 4  | 4 | 1 | 1 | 2 | 3  | 6  | -3 |

### Verdetti
- Fluminense, Botafogo, Santos e San Paolo ammessi alla fase finale.

## Fase finale
|  | Semifinali | Semifinali      | Semifinali | Semifinali | Semifinali |  |  | Finale    | Finale    | Finale | Finale | Finale |  |
|  |            |                 |            |            |            |  |  |           |           |        |        |        |  |
|  | 2A         | Botafogo        | 2          | 1          | 3          |  |  |           |           |        |        |        |  |
|  | 1B         | Santos          | 2          | 0          | 2          |  |  | Botafogo  | Botafogo  | 1      | 1      | 2      |  |
|  | 2B         | San Paolo (dtr) | 1          | 1          | 2 (7)      |  |  | San Paolo | San Paolo | 4      | 2      | 6      |  |
|  | 1A         | Fluminense      | 0          | 2          | 2 (6)      |  |  |           |           |        |        |        |  |

### Semifinali

#### Andata
| Arbitro: | Carvalho |

|                         |           |                              |
| Donizete 3’ Taílson 82’ | Marcatori | 48’ (rig.) Dodô 54’ Rodrigão |

| Arbitro: | Ribas Vieira |

|            |           |  |
| França 68’ | Marcatori |  |

#### Ritorno
| Arbitro: | Sá Leão |

|  |           |             |
|  | Marcatori | 89’ Taílson |

| Arbitro: | Carvalho |

|                                                                          |                      |                                                                                     |
| Marco Brito 51’, 57’                                                     | Marcatori            | 60’ França                                                                          |
| Marco Brito Régis Agnaldo Agnaldo Liz Roni Fabinho Marcão César Jorginho | Tiri di rigore 6 – 7 | França Belletti Jean Fabiano Carlos Miguel Rogério Ceni Fábio Simplício Wilson Ilan |

### Finale

#### Andata
| Arbitro: | Loebeling |

| |            | |
| Rodrigo 50’ | Marcatori  | 49’ Carlos Miguel 51’, 85’ Luís Fabiano 62’ França |
| · Wágner P · Fábio Augusto D · Bruno D · Váldson D · Leandro D · Serginho C · Júnior C · Reidner C · Souza C · Marcelinho Paulista C · Rodrigo C · Donizete A · Taílson A · Alexandre Gaúcho C | Formazioni | · P Roger · D Jean · D Rogério Pinheiro · D Wilson · C Belletti · C Alexandre · C Claudio Maldonado · C Carlos Miguel · C Kaká · C Gustavo Nery · A França · A Luís Fabiano · A Renatinho |
| Sebastião Lazaroni | Allenatori | Vadão |

#### Ritorno
| Arbitro: | Rabello |

| |            | |
| Kaká 79’, 81’ | Marcatori  | 39’ Donizete |
| · Rogério Ceni P · Jean D · Rogério Pinheiro D · Wilson D · Belletti D · Reginaldo Araújo D · Claudio Maldonado C · Carlos Miguel C · Júlio Baptista A · Fabiano C · Kaká C · Gustavo Nery C · França A · Luís Fabiano A | Formazioni | · P Wágner · D Fábio Augusto · D Dênis · D Váldson · D Augusto · C Júnior · C Reidner · C Rodrigo · C Alexandre Gaúcho · C Souza · A Donizete · A Taílson |
| Vadão | Allenatori | Sebastião Lazaroni |

- San Paolo qualificato per la Copa dos Campeões 2001.

## Classifica marcatori
| Gol |  |  | Giocatore         | Squadra     |
| --- |  |  | ----------------- | ----------- |
| 6   |  |  | França            | San Paolo   |
| 5   |  |  | Agnaldo           | Fluminense  |
| 5   |  |  | Luizão            | Corinthians |
| 4   |  |  | Faustino Asprilla | Fluminense  |
| 4   |  |  | Donizete          | Botafogo    |
| 3   |  |  | Dodô              | Santos      |
| 3   |  |  | Ricardinho        | Corinthians |
| 3   |  |  | Rodrigão          | Santos      |
| 3   |  |  | Taílson           | Botafogo    |